# Yang Dong-i
Yang Dong-i (ur. 7 grudnia 1984 w Seulu) – południowokoreański zawodnik mieszanych sztuk walki (MMA) występujący w wadze średniej, wcześniej w wadze ciężkiej. Walczył w DEEP i UFC.

## Kariera MMA
Karierę MMA rozpoczął 2 czerwca 2007 roku od wygrania turnieju WXF – North Jeolla MMA Championships.  Tego samego roku stoczył dwa pojedynki na galach organizacji DEEP. Jego rywalami byli Japończycy: Junpei Hamada i Keigo Takamori. Obydwu pokonał przez techniczny nokaut w pierwszej rundzie.
24 sierpnia 2008 roku na gali Sengoku – Fourth Battle stoczył pojedynek z Pawłem Nastulą. Yang wygrał w kontrowersyjnych okolicznościach przez techniczny nokaut w drugiej rundzie.
W 2010 roku podpisał kontrakt z największą organizacją MMA na świecie – UFC. Pierwszą walkę w tej organizacji stoczył 23 października 2010 roku na UFC 121 przeciwko Chrisowi Camozzi; Koreańczyk przegrał przez niejednogłośną decyzją sędziów.
3 marca 2011 roku na UFC Live 3 wygrał przez techniczny nokaut w 2. rundzie z Robem Kimmonsem. 17 września 2011 roku na UFC – Fight Night 25 przegrał przez jednogłośną decyzję sędziów z Courtem McGee. 15 maja 2012 roku na UFC on Fuel TV 3 przegrał jednogłośną decyzją sędziów z Bradem Tavaresem. Po tej walce został zwolniony z UFC.
29 czerwca 2013 roku na gali Top FC: Original w swoim pierwszym pojedynku po zwolnieniu z UFC znokautował w drugiej rundzie swojego rodaka, Kim Jae-younga.

## Lista walk w MMA
| Wynik     | Bilans | Przeciwnik (bilans przed walką)  | Rozstrzygnięcie                      | Runda | Czas | Rozgrywki                                 | Data       | Miejsce     | Uwagi                   |
| --------- | ------ | -------------------------------- | ------------------------------------ | ----- | ---- | ----------------------------------------- | ---------- | ----------- | ----------------------- |
| Przegrana | 14-4   | Cally Gibrainn de Oliveira (3-1) | TKO (ciosy pięściami)                | 1     | 4:24 | Double G FC 2                             | 30.03.2019 | Seul        |                         |
| Wygrana   | 14-3   | Paul Cheng (5-2)                 | TKO (ciosy pięściami)                | 1     | 2:06 | Double G FC 1                             | 18.11.2018 | Seul        |                         |
| Wygrana   | 13-3   | Jake Collier (9-2)               | TKO (ciosy pięściami)                | 2     | 1:50 | UFC Fight Night: Henderson vs. Masvidal   | 28.11.2015 | Seul        |                         |
| Wygrana   | 12-3   | Dennis Hallman (52-16-2)         | TKO (ciosy pięściami)                | 1     | 3:25 | Top FC 6: Unbreakable Dream               | 05.04.2015 | Seul        |                         |
| Wygrana   | 11-3   | Kim Jae-young (13-10)            | TKO (kopnięcia i ciosy pięściami)    | 2     | 4:06 | Top FC 1: Original                        | 29.06.2013 | Seul        |                         |
| Przegrana | 10-3   | Brad Tavares (7-1)               | Decyzja (jednogłośna)                | 3     | 5:00 | UFC on Fuel TV: Korean Zombie vs. Poirier | 15.05.2012 | Fairfax     |                         |
| Przegrana | 10-2   | Court McGee (13-1)               | Decyzja (jednogłośna)                | 3     | 5:00 | UFC Fight Night: Shields vs. Ellenberger  | 17.09.2011 | Nowy Orlean |                         |
| Wygrana   | 10-1   | Rob Kimmons (21-6)               | TKO (ciosy pięściami)                | 2     | 4:47 | UFC Live: Sanchez vs. Kampmann            | 03.03.2011 | Louisville  |                         |
| Przegrana | 9-1    | Chris Camozzi (13-3)             | Decyzja (niejednogłośna)             | 3     | 5:00 | UFC 121                                   | 23.10.2010 | Anaheim     | Debiut w UFC            |
| Wygrana   | 9-0    | Bill Saures (5-3)                | TKO (ciosy pięściami)                | 1     | 1:07 | Trench Warz 12 – Battle Brawl             | 21.05.2010 | Saipan      | Debiut w wadze średniej |
| Wygrana   | 8-0    | Ryuta Noji (7-3)                 | TKO (ciosy pięściami)                | 2     | 3:17 | Heat 8                                    | 14.12.2008 | Tokio       |                         |
| Wygrana   | 7-0    | Paweł Nastula (1-3)              | TKO (niezdolność do walki)           | 2     | 2:15 | Sengoku – Fourth Battle                   | 24.08.2008 | Saitama     |                         |
| Wygrana   | 6-0    | Keigo Takamori (6-5)             | TKO (ciosy pięściami)                | 1     | 1:57 | DEEP – 31 Impact                          | 05.08.2007 | Tokio       |                         |
| Wygrana   | 5-0    | Junpei Hamada (6-10)             | TKO (ciosy pięściami)                | 1     | 3:56 | DEEP – CMA Festival 2                     | 23.07.2007 | Tokio       |                         |
| Wygrana   | 4-0    | Lee Chang-seob (0-0)             | TKO (ciosy pięściami)                | 3     | 4:56 | SSF – Super Sambo Festival                | 24.06.2007 | Gyeongju    |                         |
| Wygrana   | 3-0    | Kwak Yun-seob (6-6)              | TKO (ciosy pięściami)                | 2     | 2:35 | WXF – North Jeolla MMA Championships      | 02.06.2007 | Iksan       |                         |
| Wygrana   | 2-0    | Lee Dool-hee (1-0)               | TKO (ciosy pięściami)                | 1     | 1:36 | WXF – North Jeolla MMA Championships      | 02.06.2007 | Iksan       |                         |
| Wygrana   | 1-0    | Lee Hyung-kyo (2-2)              | Poddanie (duszenie trójkątne rękoma) | 1     | 1:40 | WXF – North Jeolla MMA Championships      | 02.06.2007 | Iksan       | Debiut w MMA            |